# Opéra finlandais
L'opéra en Finlande est une expression qui fait référence à l'histoire de l'opéra en Finlande, comprenant les ouvrages lyriques écrits sur son sol ou par ses compositeurs, ainsi que les représentations qui y sont associées. Il désigne également les moyens mis en œuvre pour les diffuser, notamment les maisons d'opéras mais aussi les festivals d'art lyrique qui voient le jour dans le pays.

## Généralités

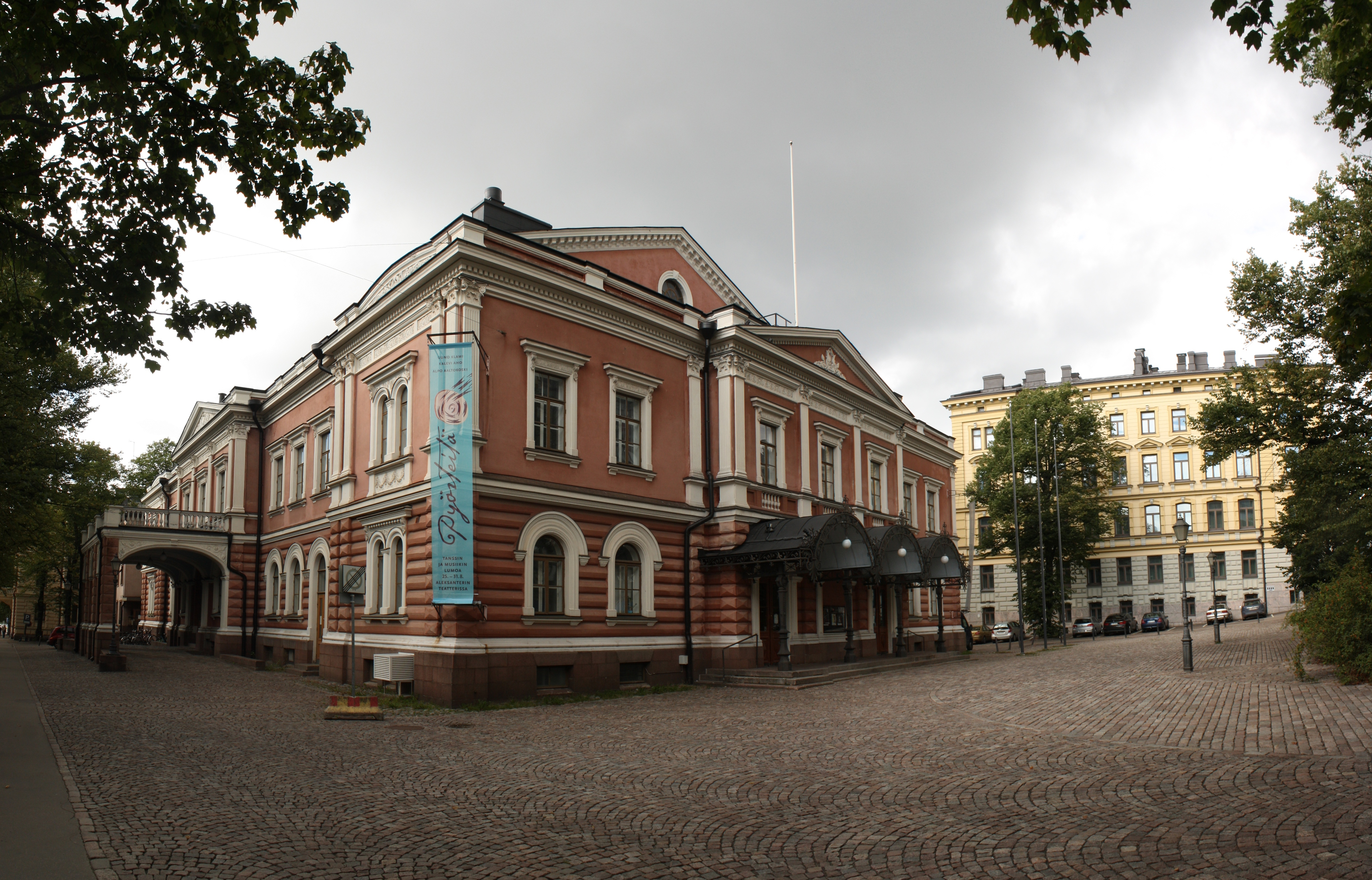
Le théâtre Alexandre en 2011.

Les origines de l'opéra en Finlande remontent au XVIIIe siècle, qui a vu les premières représentations dans ce pays. Le premier opéra composé en Finlande est Kung Karls jakt (en français : La chasse du roi Charles ; en finnois : Kaarle-kuninkaan metsästys), avec des compositions de Fredrik Pacius et un livret de Zacharias Topelius. Sa création s’est déroulée à Helsinki le 24 mars 1852.
Une compagnie finlandaise, créée par Aino Ackté et Edvard Fazer sous le nom de Kotimainen ooppera (en français : Opéra domestique), donne sa première représentation le 2 octobre 1911. Cette structure deviendra par la suite l’Opéra national de Finlande.

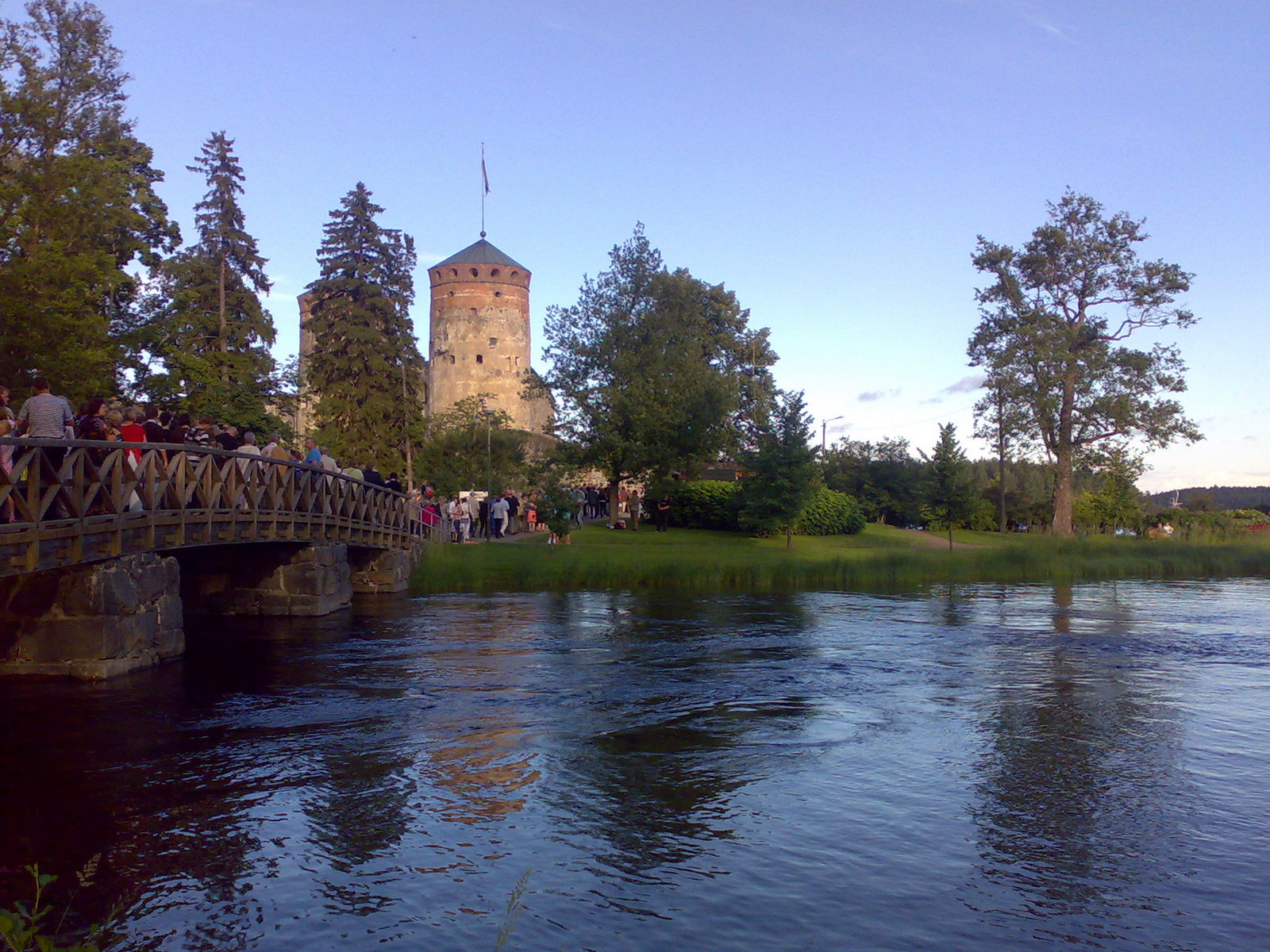
Entrée du festival de Savonlinna en 2007.

Le festival d’opéra de Savonlinna est également créé par Aino Ackté, et se tient au château d’Olavinlinna à Savonlinna de sa première édition en 1912 à 1917, et de 1967 à nos jours.
Après l’indépendance de la Finlande en 1917, le théâtre Aleksander (propriété russe) devient finlandais, et accueille l’Opéra finlandais pendant 70 ans, jusqu’à la construction d’une salle d’opéra dédiée à Helsinki.
La réputation de l’opéra finlandais se construit dans les années 1970 avec les œuvres de Joonas Kokkonen et Aulis Sallinen. Last temptations, un opéra de Kokkonen créé en 1975, a été repris par le Metropolitan de New York en 1983, et a été joué plus de 500 fois dans le monde.

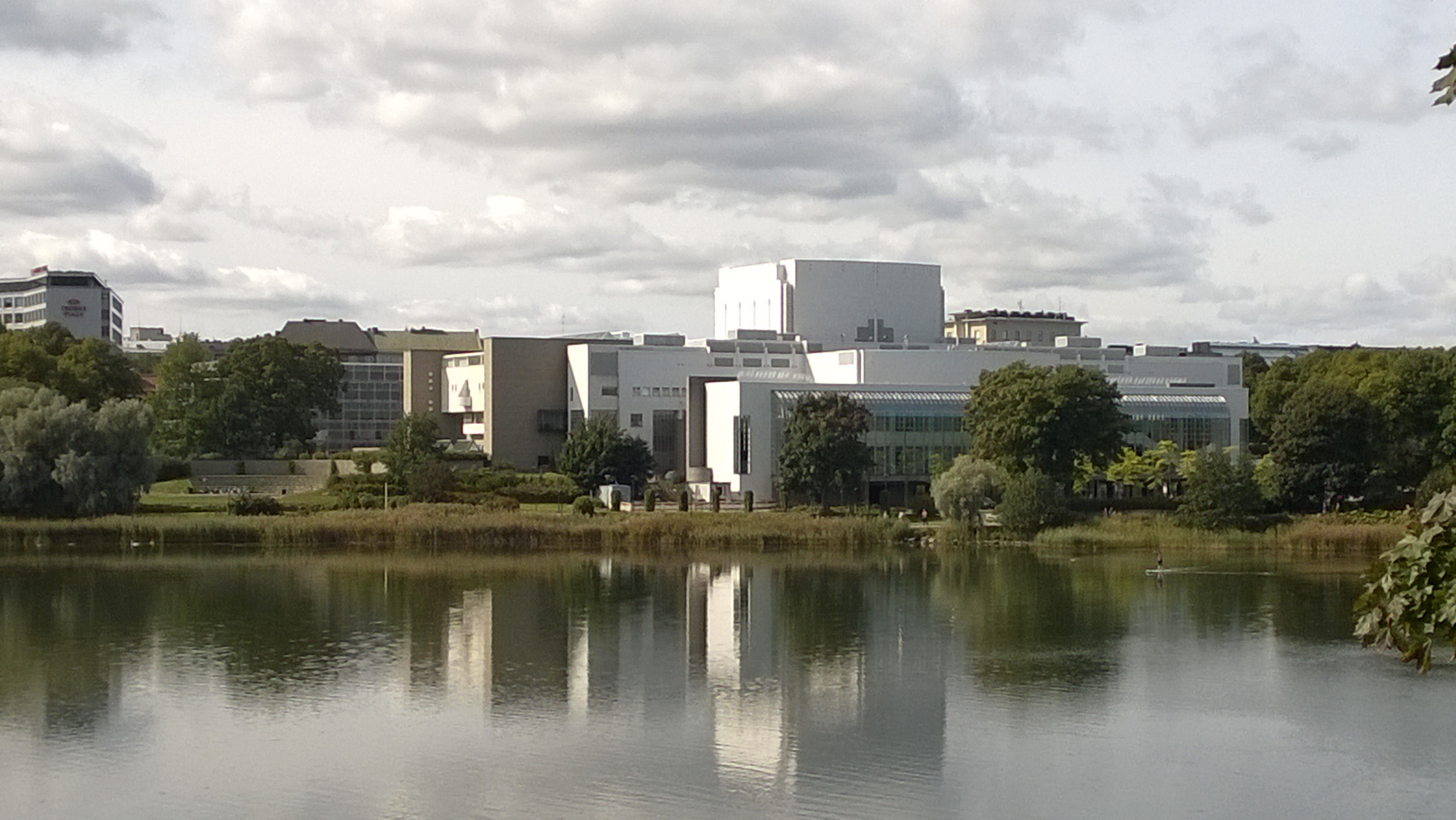
L’Opéra national de Finlande à Helsinki en 2016.

Parmi les chanteurs finlandais renommés à l’international, on trouve Martti Talvela, Karita Mattila et Soile Isokoski. Mattila figure ainsi dans le classement des vingt meilleurs sopranos de l’ère des enregistrements établi par BBC Music Magazine en 2007.

## Débuts de l’opéra dans le Grand-duché de Finlande

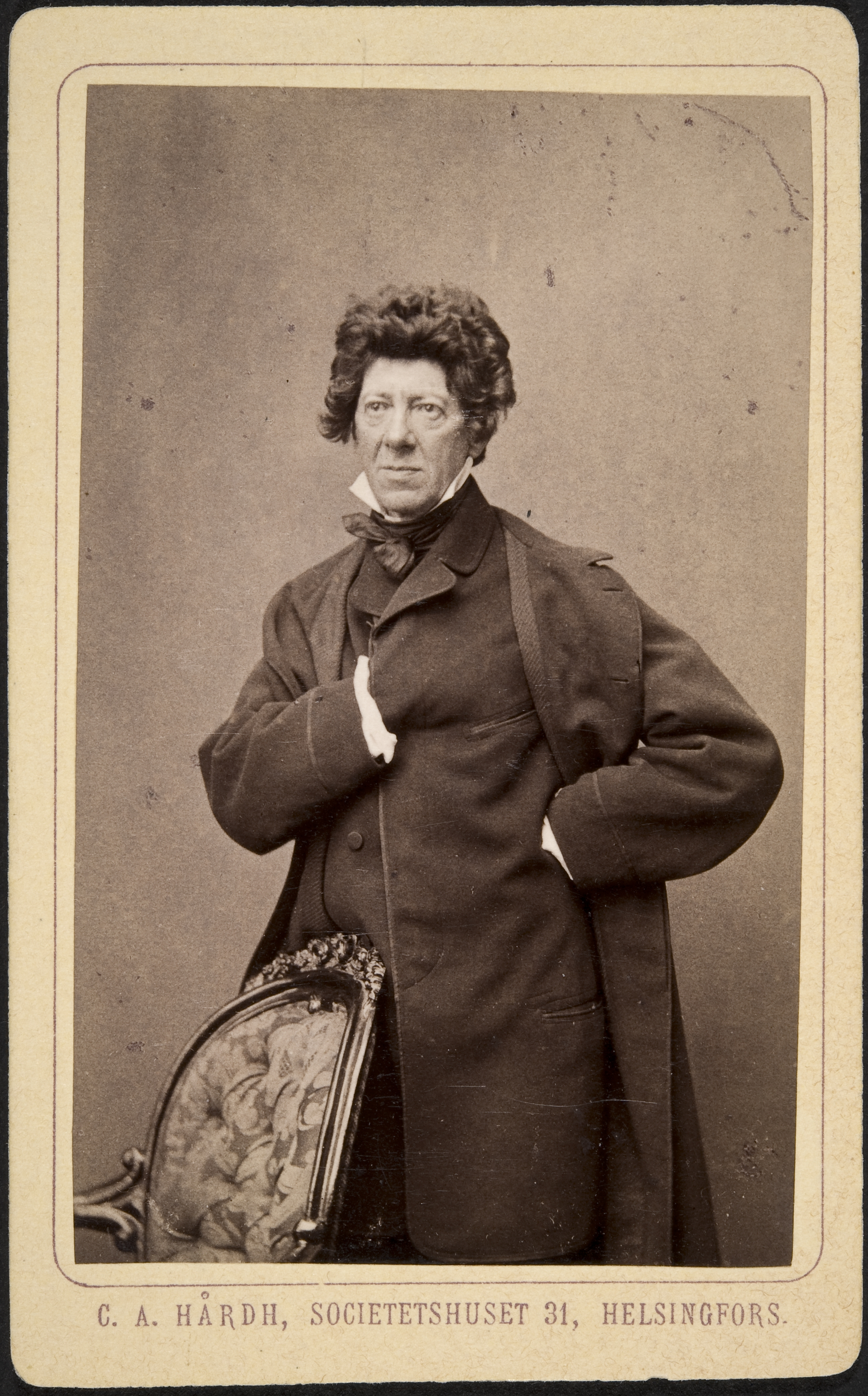
Fredrik Pacius, compositeur du premier opéra finlandais.

La première représentation attestée d’opéra en Finlande a lieu à Turku en 1768, quand la troupe de Carl Gottlieb Seuerling visite le pays. Au XIXe siècle, plusieurs compagnies de Saint Pétersbourg, Stockholm ou encore Tallinn se produisent en Finlande. Ces spectacles ont lieu dans de petites salles, notamment à Helsinki. En 1849, un groupe d’amateurs de la région d’Helsinki monte une version du Barbier de Séville de Gioachino Rossini, qu’ils jouent en suédois.

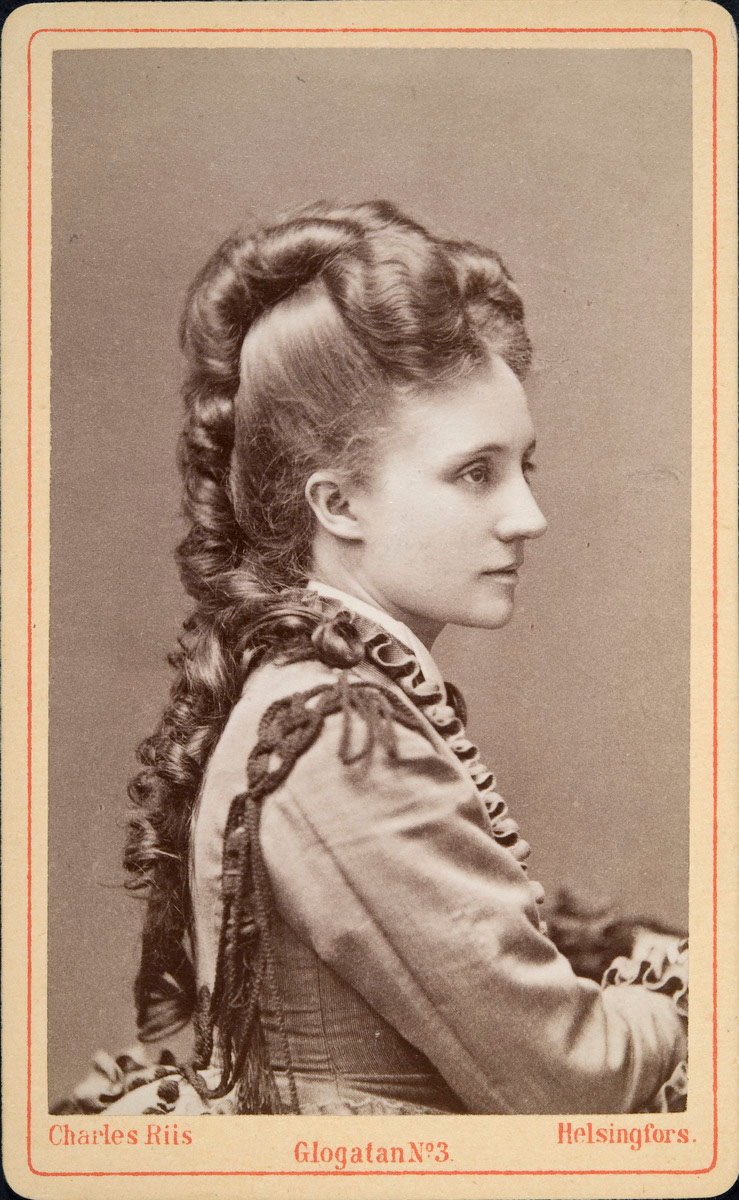
Emmy Achté en 1875.

Des compositeurs finlandais commencent également à cette époque à produire des opéras. Säckpiparen, de Carl Ludvig Lithander, ne sera cependant pas joué avant 1963 ; Pikku orjatar, écrit par Bernhard Henrik Crusell en 1824, ne sera représenté qu’en Suède, sous le titre de Den Lilla sklafvinnan.
Le premier opéra finlandais est donc celui de Fredrik Pacius et Zacharias Topelius, Kaarle-kuninkan metsästystä, en 1852. La première représentation d’opéra en langue finnoise est une version du Trouvère de Giuseppe Verdi, organisée par la Société de Finlande et représentée en 1870 au théâtre Arkadia à Helsinki.
L’opéra se professionnalise lorsque le metteur en scène Kaarlo Bergbom, fondateur du Théâtre national de Finlande en 1872, crée un Opéra finlandais en 1873. La première représentation de cette structure est Lucia di Lammermoor, de Gaetano Donizetti. La qualité de la production est reconnue, y compris par la presse suédophone. Parmi les artistes lyriques impliqués, on trouve Emmy Strömmer-Achté, qui s’essaie à une carrière internationale, sans trop de succès. Sa fille, Aino Ackté, réussira à être connue dans le monde entier, en chantant notamment aux États-Unis et en Angleterre.